# إبراهيما كانديا ديالو
إبراهيما كانديا ديالو هو لاعب كرة قدم غيني في مركز الوسط، ولد في 15 نوفمبر 1941 في كوناكري في غينيا، وتوفي في 10 مايو 2018 في باريس في فرنسا.

## وصلات خارجية
- إبراهيما كانديا ديالو على موقع الاتحاد الدولي (مؤرشف)  (الإنجليزية)
- إبراهيما كانديا ديالو على موقع قاعدة بيانات كرة القدم.إي يو (الإنجليزية)
- إبراهيما كانديا ديالو على موقع قاعدة بيانات كرة القدم.إي يو (الإنجليزية)
- إبراهيما كانديا ديالو على موقع قاعدة بيانات كرة القدم.إي يو (الإنجليزية)
- إبراهيما كانديا ديالو على موقع ناشيونال فوتبول تيمز (الإنجليزية)
- إبراهيما كانديا ديالو على موقع عالم كرة القدم.نت (الإنجليزية)
- إبراهيما كانديا ديالو على موقع أوليمبيديا (الإنجليزية)